# Ricciola (cibo)
La rìcciola è un prodotto da forno tipico dell’Emilia-Romagna, in particolare della zona di Imola e di quella di Ferrara, dove viene chiamata anche "ricciolina". Viene consumata principalmente a colazione. Il nome deriva dalla forma "arrotolata" che assume a fine cottura. Sia la ricciola di Imola che quella di Ferrara hanno ottenuto il riconoscimento De.Co. dei rispettivi comuni.

## Origine
La ricciola imolese deve le sue origini ad Angelo Ricci, il quale ne apprende la preparazione presso la pasticceria Flamigni di Forlì, dove lavora dapprima come garzone e poi come pasticcere negli anni '40. Nel 1953, Ricci apre insieme a Oliando Suzzi la pasticceria Arlecchino nel centro di Imola, portando con sé anche la ricetta della ricciola. In quegli anni, Angelo comincia l’attività di pasticceria anche a Rimini, dove inizia a distribuire la ricciola lungo la riviera. Nel 1958, Ricci apre il Bar Giardini, sempre a Imola, e inizia a produrre e vendere a Imola le prime ricciole.
La ricciolina ferrarese compare anch'essa nei forni di Ferrara verso la metà del '900. Tuttavia, le sue origini non sono così chiare come quelle della sua controparte imolese: c'è chi ipotizza che la sua forma ricordi la bionda e riccia chioma di Lucrezia Borgia, chi invece la accosta alla coppia francese per somiglianza, e chi infine pensa che la ricciola ricordi la forma circolare delle mura ferraresi. A ogni modo, l'ipotesi più accreditata, anche in base a un giro d'interviste con panificatori e pasticceri ferraresi, è che la ricciola sia nata come riutilizzo degli impasti rimasti del giorno precedente.

## Caratteristiche
La ricciola è una sorta di brioche a forma di spirale o di anello, fatta con una pasta salata o lievemente dolce. 
La ricciola imolese contiene margarina, strutto, farina tipo 0, lievito di birra, sale, olio di oliva e acqua, viene fatta lievitare ed è guarnita tipicamente con sale grosso e rosmarino. 
La ricciola ferrarese è caratterizzata dall'unione, durante la fase di piegatura, di due strisce, attorcigliate poi fra loro, di diversi impasti: uno lievitato e definito "pane" - composto da farina di frumento, latte, burro, zucchero e sale - e uno non lievitato definito "sfoglia" - composto da farina di frumento, acqua, uova, sale, burro e margarina (facoltativamente anche una punta di aceto di vino).  Se il gusto della ricciola imolese tende verso il salato, quello della ricciola ferrarese si colloca a metà tra questo e il dolce.